# Canton de Sainte-Anne (Guadeloupe)
Pour les articles homonymes, voir Canton de Sainte-Anne.
Le canton de Sainte-Anne  est une circonscription électorale française située dans le département et région de la Guadeloupe.

## Histoire
Un nouveau découpage territorial de la Guadeloupe entre en vigueur à l'occasion des premières élections départementales suivant le décret du 24 février 2014. Les conseillers départementaux sont, à compter de ces élections, élus au scrutin majoritaire binominal mixte. Les électeurs de chaque canton élisent au Conseil départemental, nouvelle appellation du Conseil général, deux membres de sexe différent, qui se présentent en binôme de candidats. Les conseillers départementaux sont élus pour 6 ans au scrutin binominal majoritaire à deux tours, l'accès au second tour nécessitant 12,5 % des inscrits au 1er tour. En outre la totalité des conseillers départementaux est renouvelée. Ce nouveau mode de scrutin nécessite un redécoupage des cantons dont le nombre est divisé par deux avec arrondi à l'unité impaire supérieure si ce nombre n'est pas entier impair, assorti de conditions de seuils minimaux. Dans la Guadeloupe, le nombre de cantons passe ainsi de 40 à 21.
Le canton de Sainte-Anne est formé d'une portion de commune, issue des anciens cantons respectivement de Sainte-Anne-1 et de Sainte-Anne-2. Il est entièrement inclus dans l'arrondissement de Pointe-à-Pitre. Le bureau centralisateur est situé à Sainte-Anne.

## Représentation
| Période élective | Période élective | Mandat | Mandat           | Identité           | Nuance | Nuance | Qualité |
| ---------------- | ---------------- | ------ | ---------------- | ------------------ | ------ | ------ | --- |
| 2015             | 2021             | 2015   | 2021             | Aurélien Abaille   |        | DVG    | Commerçant en quincaillerie Premier adjoint au maire de Sainte-Anne, membre du PPDG Ancien conseiller général du Canton de Sainte-Anne-2 (2008-2015) |
| 2015             | 2021             | 2015   | 2021             | Lydia Faro-Couriol |        | DVG    | Agent de la mission locale Adjointe au maire de Sainte-Anne, membre du PPDG                                                                          |
| 2021             | 2028             | 2021   | 2022 (démission) | Christian Baptiste |        | DVG    | Cadre de la fonction publique, maire PPDG de Sainte-Anne (2020-2022), député depuis 2022                                                             |
| 2021             | 2028             | 2021   | en cours         | Lydia Faro-Couriol |        | DVG    | Conseillère sortante, membre du PPDG |
| 2021             | 2028             | 2022   | en cours         | Éric Latchoumanin  |        | DVG    | Conseiller municipal de Sainte-Anne |

### Résultats détaillés

#### Élections de mars 2015
À l'issue du 1er tour des élections départementales de 2015, deux binômes sont en ballottage : Aurélien Abaille et Lydia Faro épouse Couriol (DVG, 41,48 %) et Blaise Aldo et Isabelle Tite (DVD, 30,21 %). Le taux de participation est de 40,57 % (6 664 votants sur 16 427 inscrits) contre 44,45 % au niveau départemental et 50,17 % au niveau national.
Au second tour, Aurélien Abaille et Lydia Faro épouse Couriol (DVG) sont élus avec 59,47 % des suffrages exprimés et un taux de participation de 42,14 % (4 174 voix pour 7 706 votants pour 16 420 inscrits).

#### Élections de juin 2021
Le premier tour des élections départementales de 2021 est marqué par un très faible taux de participation (33,26 % au niveau national). Dans le canton de Sainte-Anne (Guadeloupe), ce taux de participation est de 28,54 % (4 554 votants sur 15 955 inscrits) contre 30,59 % au niveau départemental. À l'issue de ce premier tour, deux binômes sont en ballottage : Christian Baptiste et Lydia Faro épouse Couriol (DVG, 52,7 %) et Patrick Marcellin Galas et Sylvie Mathurin épouse Vanoukia (DVC, 17,23 %).
Le second tour des élections est marqué une nouvelle fois par une abstention massive équivalente au premier tour. Les taux de participation sont de 34,36 % au niveau national, 37,59 % dans le département et 34,72 % dans le canton de Sainte-Anne (Guadeloupe). Christian Baptiste et Lydia Faro Épouse Couriol (DVG) sont élus avec 66,75 % des suffrages exprimés (3 258 voix pour 5 540 votants et 15 955 inscrits),,.

## Composition
| Nom                                 | Code Insee | Intercommunalité        | Superficie (km2) | Population (dernière pop. légale)                | Densité (hab./km2) | Modifier                                    |
| ----------------------------------- | ---------- | ----------------------- | ---------------- | ------------------------------------------------ | ------------------ | ------------------------------------------- |
| Sainte-Anne (bureau centralisateur) | 97128      | CA La Riviéra du Levant | 80,29            | Fraction : 20 634 (2022) Commune : 24 415 (2022) | 304                | modifier les données · modifier les données |
| Canton de Sainte-Anne               | 97117      |                         |                  | 20 634 (2022)                                    |                    | modifier les données                        |

Le canton de Sainte-Anne comprend la partie de la commune de Sainte-Anne non incluse dans le canton de Saint-François, soit celle située au nord d'une ligne définie par l'axe des voies et limites suivantes : depuis le littoral méridional, rue Lethière (direction Nord-Est), boulevard Marcellin-Lubeth, route des Hauteurs, tronçon de route (direction Sud-Est) rejoignant la route de French, route de French (direction Nord), route nationale 4, jusqu'à la limite territoriale de la commune de Saint-François.

## Démographie
En 2022, le canton comptait 20 634 habitants, en évolution de +0,15 % par rapport à 2016 (Guadeloupe : −2,67 %, France hors Mayotte : +2,11 %).
| 2013   | 2018   | 2022   |
| ------ | ------ | ------ |
| 21 064 | 20 273 | 20 634 |